# Açude Salão
Açude Salão är en reservoar i Brasilien.   Den ligger i delstaten Ceará, i den östra delen av landet, 1 600 kilometer nordost om huvudstaden Brasília. Açude Salão ligger 167 meter över havet.
Omgivningarna runt Açude Salão är huvudsakligen savann. Runt Açude Salão är det ganska tätbefolkat, med 52 invånare per kvadratkilometer.